# Парлаторе, Филиппо
Филиппо Парлаторе (итал. Filippo Parlatore; 8 августа 1816, Палермо — 9 сентября 1877, Флоренция) — итальянский ботаник. 

## Биография
Филиппо Парлаторе родился в городе Палермо 8 августа 1816 года.
Он изучал медицину в Палермо. Филиппо Парлаторе занимался изучением флоры Сицилии. Он путешествовал в Италии, Швейцарии, во Франции и в Англии. В 1841 году Филиппо Парлаторе участвовал в третьем съезде итальянских натуралистов во Флоренции. В 1842 году великий герцог Тосканы Леопольд II предоставил ему кафедру ботаники в Университете Флоренции. Парлаторе внёс значительный вклад в ботанику, описав множество видов растений.
Филиппо Парлаторе умер во Флоренции 9 сентября 1877 года.

## Научная деятельность
Филиппо Парлаторе специализировался на семенных растениях.

## Публикации
- Flora Panormitana. 1838[5].
- Flora Italiana.
- Lezioni di botanica comparata. Флоренция, 1843[5].
- Monografia delle fumarie. Флоренция, 1844[5].
- Prodromus systematis naturalis regni vegetabilis.